# Postschutz
Postschutz (Nederlands: Postbescherming) was een paramilitaire bewapende eenheid van de Reichspost (Rijkspost), die oorspronkelijk was opgericht om postfaciliteiten van nazi-Duitsland te beschermen.

## Geschiedenis
Op 7 maart 1933 werd door de Rijksminister van Posterijen Paul von Eltz-Rübenach de Postschutz opgericht. Dit om de transportfaciliteiten van het postkantoor te beveiligen tegen communistische excessen en invallen, aangezien noch de politie noch de Reichswehr in een positie waren om dit te doen. In juni 1933 regelde een "nieuwe instructie" de randvoorwaarde. De postbodes die tot de SA of SS behoorden mochten niet als hulppolitieagent worden ingezet, maar konden wel worden ingeschakeld om de post te beschermen. In september 1933 was de onmiddellijke communistische dreiging al uitgesloten, maar de Postschutz bleef van kracht. Eind december 1933 telde de Postschutz ongeveer 26.000 man.
In 1937 werd er een overeenkomst afgesloten tussen de Rijkspost en de Wehrmacht, die vaststelde dat volgens welke sterkte van de "versterkte postbescherming" - d.w.z. het aantal personeelsleden in geval van oorlog - werd vastgesteld op 29.000 man voor de afzonderlijke militaire districten, die waren om de oorlogsfaciliteiten van de Rijkspost te beschermen.
Begin 1939 telde de Postschutz ongeveer 40.000 man, en in februari 1939 nam de Postschutz ook de Postluftschutz over. Elke fysiek gezonde postbode was vrij om zich bij de Postschutz aan te sluiten, maar het was verplicht voor alle nieuw aangeworven postbodes onder de 35 jaar. Het lid worden van de Postschutz werd gezien als een van de mogelijkheden om eigene ideologische gezindheid met minimale inzet en betrokkenheid te demonstreren. 
In maart 1942 kwam de Postschutz onder het bevel van de Allgemeine-SS, met als commandant de SS-Gruppenführer en Generalleutnant in de Waffen-SS Gottlob Berger. Het werd onder de toezicht en ondergeschiktheid van het SS-Hauptamt gesteld. 
Op 1 mei 1942 werd de Postschutz onderschikt gesteld aan de Waffen-SS. En werd gewijzigd in SS-Postschutz. Door de directe ondergeschiktheid van de Postschutz stond deze op gelijke voet met de andere 'gevechtsorganisaties' van de NSDAP. In feite werd het nu beschouwd als een onderdeel van de SS.
Het was SS-Hauptamt dat nu verantwoordelijk was voor de opleiding en bewapening van de leden van de Postschutz. De officieren en onderofficieren stonden nu op gelijke voet met die van de Waffen-SS. De Postschutz begon daarom ook SS-rangonderscheidingen en rangen te dragen.

## Militaire acties
Vanaf mei 1942 richtte de Postschutz ook de zogenaamde "Fernkraftpost"-eenheden op, die leverde bussen (voornamelijk) in het Oosten. De eenheden van de "Fernkraftpost" werden officieel "Fronthilfe der Deutschen Reichspost" genoemd en werden later gewijzigd in "SS-Kraftfahrstaffel".
In 1944 werden twee afdelingen van "Fronthilfe" rechtstreeks toegewezen aan twee SS-divisies, en rapporteerde rechtstreeks aan de Kommandostab Reichsführer-SS.
In hetzelfde jaar werd uit het personeel van de "Fronthilfe" verschillende "SS-Sicherungs-Bataillone der Deutschen Reichspost" (vrije vertaling: SS-Beveiligingsbataljon van de Duitse Rijkspost) opgericht. Die werden ingezet bij de zogenaamde "Bandeneinsatz" in het "Oberkrain", "Südsteiermark" (beide in het voormalig Joegoslavië), en in het "Weißruthenien" (Wit-Rusland).
In de laatste dagen van de oorlog (12 april 1945) bliezen leden van een SS-Sicherungs-Bataillons in het Rijnland talrijke installaties en de richtantenne van het radiostation Langenberg op. Hierdoor werden alle uitzendingen in de regio stilgelegd.
De voormalige leden van de Postschutz getuigde tijdens de Processen van Neurenberg dat de Postschutz alleen in het Duitse Rijk werden ingezet, en in beperkte mate aan het front. Dit werd echter tegengesproken door het ondergeschikt maken van de Postschutz aan zowel het SS-Führungshauptamt als het SS-Hauptamt, en de deelname van de SS-Sicherungs-Bataillone aan oorlogsmisdaden door de Waffen-SS.
Tijdens de Processen van Neurenberg werd Postschutz, als onderdeel van de SS, tot een criminele organisatie verklaard.
Na 1949 was de opvolger van de Postschutz de bedrijfsveiligheidsdienst van de Deutsche Bundespost.

## Opleidingen
In de Postschutzschulen, die overeenkwam met de SS-Junkerschule van de Waffen-SS en de SS-Führerschulen van de Allgemeine-SS, daar werden jaarlijks 20.000 leden van de Rijkspost opgeleid. Op de volgende (en andere) plaatsen waren de Postschutzschulen:
| - Alexisbad - Bad Lippspringe - Geesthacht - Ebingen | - Heiligenbeil (hedendaags Rusland) - Hirschberg (hedendaags Polen) - Hofgeismar - Kelheim | - Naumburg (Saale) - Sternberg - Templin - Zeesen |

## Commandanten
| Nr. | Afbeelding | Commandanten                       | Aangetreden                    | Einde termijn   | Duur termijn                 | Opmerking              |
| --- | ---------- | ---------------------------------- | ------------------------------ | --------------- | ---------------------------- | ---------------------- |
| 1   |            | Paul von Eltz-Rübenach (1875-1943) | 7 maart 1933                   | 2 februari 1937 | 3 jaar, 10 maand en 26 dagen |                        |
| 2   |            | Wilhelm Ohnesorge (1872-1962)      | 2 februari 1937                | maart 1942      | 5 jaar en 26 dagen           |                        |
| 3   |            | Gottlob Berger (1896-1975)         | 1 januari 1942 - 12 maart 1942 | 8 mei 1945      | 3 jaar, 2 maand en 7 dagen   | (m.d.F.b.) - Vertreter |

## Rangen
| Kraagspiegel | Epaulet | Postschutz rang       | Vrije vertaling           | SS-equivalent       |
| ------------ | ------- | --------------------- | ------------------------- | ------------------- |
|              |         | Oberführer            | Hogere-leider             | Obersturmbannführer |
|              |         | Berzirksführer        | Districts-leider          | Sturmbannführer     |
|              |         | Abschnittsführer      | Sectie-leider             | Hauptsturmführer    |
|              |         | Abteilungshauptführer | Hogere departments-leider | Obersturmführer     |
|              |         | Abteilungsführer      | Departments-leider        | Untersturmführer    |
|              |         | Zughauptführer        | Hogere pelotons-leider    | Hauptscharführer    |
|              |         | Zugführer             | Pelotons-leider           | Oberscharführer     |
|              |         | Gruppenhauptführer    | Hogere groepsleider       | Scharführer         |
|              |         | Gruppenführer         | Groepsleider              | Unterscharführer    |
|              |         | Truppführer           | Troepenleider             | Rottenführer        |
|              |         | Rottenführer          | Sectieleider              | Rottenführer        |
|              |         | Postschutzmann        | Post beschermingsman      | Mann                |

## Afkorting
- mit der Führung beauftragt (m. d. F. b.) - vrije vertaling: met het leiderschap belast